# Stare Dolno (przystanek kolejowy)
Stare Dolno – zlikwidowany w 1945 roku przystanek osobowy w Starym Dolnie na linii kolejowej Elbląg – Myślice, w województwie warmińsko-mazurskim.